# Małgorzata Wojtkowiak
Małgorzata Wojtkowiak (Poznań, 30 de enero de 1982) es una deportista polaca que compitió en esgrima, especialista en la modalidad de florete.
Ganó cuatro medallas en el Campeonato Mundial de Esgrima entre los años 2002 y 2007, y cuatro medallas en el Campeonato Europeo de Esgrima entre los años 2000 y 2008.
Participó en dos Juegos Olímpicos de Verano, ocupando el quinto lugar en Londres 2012 y el séptimo en Pekín 2008, en ambas ocasiones en la prueba por equipos.

## Palmarés internacional
| Campeonato Mundial | Campeonato Mundial          | Campeonato Mundial | Campeonato Mundial  |
| Año                | Lugar                       | Medalla            | Prueba              |
| ------------------ | --------------------------- | ------------------ | ------------------- |
| 2002               | Lisboa (Portugal)           | Medalla de plata   | Florete por equipos |
| 2003               | La Habana (Cuba)            | Medalla de oro     | Florete por equipos |
| 2004               | Nueva York (Estados Unidos) | Medalla de bronce  | Florete por equipos |
| 2007               | San Petersburgo (Rusia)     | Medalla de oro     | Florete por equipos |
| Campeonato Europeo |                             |                    |                     |
| Año                | Lugar                       | Medalla            | Prueba              |
| 2000               | Funchal (Portugal)          | Medalla de bronce  | Florete por equipos |
| 2002               | Moscú (Rusia)               | Medalla de oro     | Florete por equipos |
| 2003               | Bourges (Francia)           | Medalla de oro     | Florete por equipos |
| 2008               | Kiev (Ucrania)              | Medalla de bronce  | Florete individual  |